# Kepler-9
Kepler-9 es una estrella un poco más masiva que el Sol, ubicada en la constelación de Lyra en el campo de vista de la Misión Kepler; tiene tres planetas que fueron descubiertos utilizando el método del tránsito siendo el primer sistema planetario múltiple en ser descubierto a través de este método.

## Nomenclatura e historia
Kepler-9 fue nombrado para la misión de Kepler, un proyecto encabezado por la NASA que fue diseñado para buscar planetas similares a la Tierra. A diferencia de estrellas como Aldebaran o Sirius, Kepler-9 no tiene un nombre coloquial.
En junio de 2010, unos 43 días después de que Kepler entró en línea, sus científicos operativos presentaron una lista de más de 700 candidatos exoplaneta para su revisión. De éstos, cinco fueron sospechosos originalmente de tener más de un planeta. Kepler-9 fue uno de los sistemas multiplanetarios; Fue identificado como tal cuando los científicos notaron variaciones significativas en los intervalos de tiempo en los que Kepler-9 fue transitado. Kepler-9 tiene el primer sistema multiplanetario descubierto usando el método de tránsito. Es también el primer sistema planetario donde los planetas en tránsito fueron confirmados a través del método de las variaciones de la sincronización del tránsito, permitiendo calcular las masas de planetas. El descubrimiento de los planetas fue anunciado el 26 de agosto de 2010. 

## Características
Kepler-9 se encuentra en la constelación de Lyra que se encuentra a unos 650 parsecs de la Tierra. Con una masa de 1,07 M☉ y un radio de 1,02 R☉, Kepler-9 tiene casi exactamente el mismo tamaño y ancho del Sol, siendo sólo un 7% más masivo y un 2% más ancho. Kepler-9 tiene una temperatura efectiva de 5777 (± 61) K, en comparación con el Sol a 5778 K, y es aproximadamente 32% más rico en metal (en términos de hierro) que el Sol. Kepler-9 es más joven que el Sol, y se estima que tiene mil millones de años. 

## Sistema planetario
El 26 de agosto de 2010, los científicos anunciaron el descubrimiento a través del método del tránsito de  tres planetas en órbita alrededor de Kepler-9 Los tres  planetas confirmados son los designados Kepler-9b, Kepler-9c y Kepler-9d.

## El sistema Kepler-9
| Nombre | Masa                   | Radio          | Semieje mayor (UA) | Período orbital (días) | Excentricidad |
| ------ | ---------------------- | -------------- | ------------------ | ---------------------- | ------------- |
| d      | 7,0 MT (estimada)      | 1,64 RT        | 0,0273             | 1,592851               | 0             |
| b      | 0,252 ± 0.013 MJúpiter | 0,842 RJúpiter | 0.140 ± 0.001      | 19.24                  | 0             |
| c      | 0,171 ± 0,013 MJúpiter | 0,823 RJúpiter | 0,225 ± 0,001      | 38,91                  | 0             |
Ref: